# Nick Richards
Nicholas Richards (ur. 29 listopada 1997 w Kingston) – jamajski koszykarz, występujący na pozycji środkowego, obecnie zawodnik Charlotte Hornets.
W 2015 zajął czwarte miejsce w turnieju Nike Global Challenge. W 2017 wystąpił w meczach gwiazd amerykańskich szkół średnich − McDonald’s All-American, Jordan Classic, Nike Hoop Summit.
17 lutego 2021 został przypisany do zespołu G-League − Greensboro Swarm.

## Osiągnięcia
Stan na 17 września 2023, na podstawie, o ile nie zaznaczono inaczej.
NCAA
- Uczestnik rozgrywek:
  - Elite 8 turnieju NCAA (2019)
  - Sweet 16 turnieju NCAA (2018, 2019)
- Mistrz:
  - turnieju konferencji Southeastern (SEC – 2018)
  - sezonu regularnego SEC (2020)
- Zaliczony do I składu:
  - SEC (2020)
  - defensywnego SEC (2020)
- Lider konferencji SEC w skuteczności rzutów z gry (2020 – 64,2%)
- Zawodnik kolejki:
  - NCAA (29.12.2019 według USBWA)
  - SEC (30.12.2019, 27.01.2020)